# Guma
Guma je elastični ogljikovodikov polimer, ki ga pridobivamo iz mlečne emulzije (znane kot lateks) iz mnogih rastlin, lahko pa jo pridobimo tudi sintetično. Večino lateksa pridobimo iz dreves kavčukovca (Hevea brasiliensis (Euphorbiaceae), ker drevo če ga ranimo, iz rane intenzivno izloča lateks.
Tudi figa (Ficus elastica) vsebuje lateks. Iz nje so Nemci poizkušali med drugo svetovno vojno nadomeščati pomanjkanje naravne gume.